# Юхта

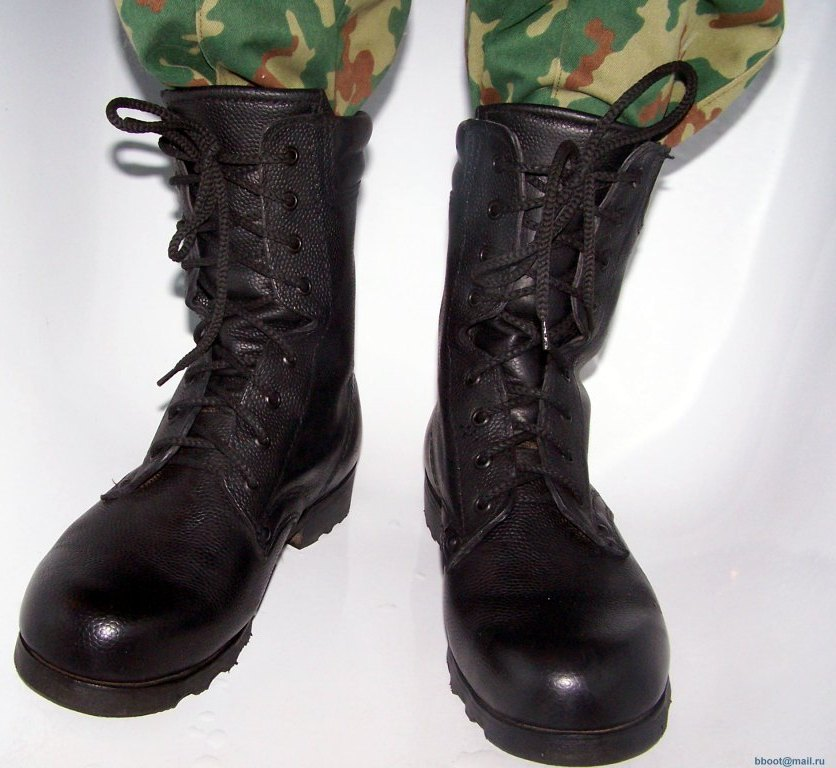
Юхта

Юхта — сорт шкіри, одержуваний особливою обробкою шкур великої рогатої худоби, коней, свиней. Найкраща юхта була з кінської шкіри, а волова шкіра йшла переважно на підошви. 

Основна відмінність юхти в XIX столітті від шкір рослинного дублення, виготовлених в решті світу, полягала в тому, що це була єдина шкіра, яка просочувалася березовим дьогтем. З цієї причини така шкіра не пліснявіла в шафах і її не псували комахи; саме за такі якості вона і цінувалася на ринку. Сучасна юхта виробляється вже за іншою технологією. Основні види дублення — мінеральне (хромове, цирконієве, титанове та ін.), жирове, формальдегідне, танідне, комбіноване.